# Nama (miasto)
Nama – miasto w Mikronezji, w stanie Chuuk. Według danych szacunkowych na rok 2008 liczy 1151 mieszkańców